# Wierzonka
Wierzonka (prononciation : [vjɛˈʐɔnka]) est un village polonais de la gmina de Swarzędz dans le powiat de Poznań de la voïvodie de Grande-Pologne dans le centre-ouest de la Pologne.
Il se situe à environ 7 kilomètres au nord de Swarzędz (siège de la gmina) et à 15 kilomètres au nord-est de Poznań (siège du powiat et capitale régionale).

## Histoire
De 1975 à 1998, le village faisait partie du territoire de la voïvodie de Poznań.

Depuis 1999, Wierzonka est situé dans la voïvodie de Grande-Pologne.
Le village possédait une population de 397 habitants en 2017.